# Gas Discharge Visualization
Pour les articles homonymes, voir GDV.
Le gas discharge vizualisation ou GDV est un appareil de mesure développé à l'Université médicale de Saint-Pétersbourg par Konstantin Korotkov. Il utilise l'effet Kirlian (effet qui se popularise mais ne présente aucun fondement scientifique évalué dans des comités de lecture reconnus) afin d'évaluer le bien être physique et psychique des patients. 
C'est un outil qui prétend s'inscrire dans une démarche holistique du bien-être et de la santé, permettant d'étudier l'humain sans globalité et de prendre en compte sa dimension psycho-émotionnelle.
L'appareil est commercialisé sous la marque Bio-Well et vendu 1600€ hors taxes. 
La caméra est reliée à un ordinateur portable qui capte les clichés obtenus. Le logiciel traite les informations et les résultats sont rendus sous forme de différents diagrammes qui prétend quantifier le niveau énergétique des organes et systèmes fonctionnels. Aucunes de ces informations ne relèvent de la science, dans toutes les publications de magazines de médecines alternatives empruntant ces éléments de pseudo-sciences ne se trouve de démonstration physique, où il est d'usage de prétendre montrer l'existence de quelque chose en simplement disant avoir montré qu'il existe quelque chose.